# Beyoncé (Album)
Beyoncé ist das fünfte Studioalbum der US-amerikanischen Sängerin Beyoncé aus dem Jahr 2013.

## Entstehung und Veröffentlichung
Die Arbeiten am Album begannen im Sommer 2012 in Hamptons. Im Januar 2013 warb Knowles Timbaland, Pharrell Williams und den noch unbekannten Boots als Hauptproduzenten an. Das Album wurde am 13. Dezember 2013 ohne Vorankündigung veröffentlicht. Es erschien zuerst als Download exklusiv im iTunes Store (Katalognummer: 88644438585). Am 20. Dezember 2013 wurde es auch als CD mit Bonus-DVD veröffentlicht. Auf der CD befinden sich 14 Songs und auf der DVD 17 Videos (Katalognummer: 88843032512).
Am 24. November 2014 wurde das Album als Beyoncé: Platinum Edition wiederveröffentlicht (Katalognummer: 88875038422). Die neue Version enthält die CD und DVD der normalen Version, zwei neue Songs und vier Remix-Versionen, einen Mini-Kalender sowie eine DVD mit Liveauftritten der The Mrs. Carter Show World Tour.

## Titelliste

### CD
1. Pretty Hurts – 4:17
2. Haunted – 6:09
3. Drunk in Love (feat. Jay-Z) – 5:23
4. Blow – 5:09
5. No Angel – 3:48
6. Partition – 5:19
7. Jealous – 3:04
8. Rocket – 6:31
9. Mine (feat. Drake) – 6:18
10. XO – 3:35
11. ***Flawless (feat. Chimamanda Ngozi Adichie) – 4:10
12. Superpower (feat. Frank Ocean) – 4:36
13. Heaven – 3:50
14. Blue (feat. Ivy Blue) – 4:26

### Videoalbum (Musikvideos)
1. Pretty Hurts
2. Ghost
3. Haunted
4. Drunk in Love (feat. Jay-Z)
5. Blow
6. No Angel
7. Yoncé
8. Partition
9. Jealous
10. Rocket
11. Mine (feat. Drake)
12. XO
13. Flawless (feat. Chimamanda Ngozi Adichie)
14. Superpower (feat. Frank Ocean)
15. Heaven
16. Blue (feat. Ivy Blue)
17. Credits
18. Grown Woman

### Platinum Edition
1. Pretty Hurts – 4:17
2. Haunted – 6:09
3. Drunk in Love (feat. Jay-Z) – 5:23
4. Blow – 5:09
5. No Angel – 3:48
6. Partition – 5:19
7. Jealous – 3:04
8. Rocket – 6:31
9. Mine (feat. Drake) – 6:18
10. XO – 3:35
11. ***Flawless (feat. Chimamanda Ngozi Adichie) – 4:10
12. Superpower (feat. Frank Ocean) – 4:36
13. Heaven – 3:50
14. Blue (feat. Ivy Blue) – 4:26
15. 7/11 – 3:34
16. Flawless (Remix) (feat. Nicki Minaj) – 3:54
17. Drunk in Love (Remix) (feat. Jay-Z & Kanye West) – 6:36
18. Ring Off – 3:00
19. Blow (Remix) (feat. Pharrell Williams) – 5:10
20. Standing on the Sun (Remix) (feat. Mr. Vegas) – 4:34

## Rezensionen
Beyoncé wurde von den Medien gemischt aufgenommen. Die Welt beschrieb das Album als „eine Sammlung reichlich schwüler, sonst aber schlapper Balladen“. Die Rheinische Post hingegen bezeichnet Beyoncé in ihrer Onlineausgabe als „großartig“.
Der Tagesspiegel sieht in dem Album die Demonstration Beyoncés auf den Anspruch, eine moderne und relevante Größe der Popwelt zu sein, kritisiert jedoch die widersprüchliche Inszenierung in den Videos. Die taz kritisiert ebenfalls Beyoncés Widersprüchlichkeit, lobt jedoch ihre Musik und schreibt, dass sie zu einer „Albumkünstlerin“ geworden sei. Bei Metacritic, einer Website bei der verschiedene Bewertungen unterschiedlicher US-amerikanischen Medien berechnet werden, erhält Beyoncé einen Metascore von 85 % basierend auf 34 Kritiken.

## Kommerzieller Erfolg

### Chartplatzierungen
Das Album stieg am 15. Dezember 2013 auf Platz eins der US-amerikanischen Billboard 200 ein. Es ist Beyoncés fünftes Nummer-eins-Album in Folge. Sie ist die erste Künstlerin, bei der die ersten fünf Studioalben auf Platz 1 der Billboard 200 eingestiegen sind. Das Album blieb weitere zwei Wochen auf Platz eins. In den britischen Singlecharts stieg Beyoncé am 15. Dezember 2013 auf Platz fünf ein. In der fünften Woche erreichte das Album mit Platz zwei seine höchste Platzierung.
In Deutschland stieg das Album am 3. Januar 2014 in die Charts ein und erreichte als Höchstplatzierung Platz elf. In Österreich belegte es Platz zwölf. In der Schweiz konnte das Album bis auf Platz vier der dortigen Albumcharts klettern. Darüber hinaus avancierte das Album zum Nummer-eins-Erfolg in Australien und den Niederlanden.
| ChartsChartplatzierungen       | Höchstplatzierung | Wochen |
| ------------------------------ | ----------------- | ------ |
| Deutschland (GfK)              | 11 (16 Wo.)       | 16     |
| Österreich (Ö3)                | 12 (9 Wo.)        | 9      |
| Schweiz (IFPI)                 | 4 (22 Wo.)        | 22     |
| Vereinigte Staaten (Billboard) | 1 (186 Wo.)       | 186    |
| Vereinigtes Königreich (OCC)   | 2 (61 Wo.)        | 61     |

| ChartsJahrescharts (2013)    | Platzierung |
| ---------------------------- | ----------- |
| Vereinigtes Königreich (OCC) | 41          |

| ChartsJahrescharts (2014)      | Platzierung |
| ------------------------------ | ----------- |
| Schweiz (IFPI)                 | 29          |
| Vereinigte Staaten (Billboard) | 2           |
| Vereinigtes Königreich (OCC)   | 24          |

| ChartsJahrescharts (2015)      | Platzierung |
| ------------------------------ | ----------- |
| Vereinigte Staaten (Billboard) | 57          |

| ChartsJahrescharts (2016)      | Platzierung |
| ------------------------------ | ----------- |
| Vereinigte Staaten (Billboard) | 97          |

| ChartsJahrescharts (2017)      | Platzierung |
| ------------------------------ | ----------- |
| Vereinigte Staaten (Billboard) | 197         |

### Auszeichnungen für Musikverkäufe
Für über sechs Millionen verkaufte Alben in den Vereinigten Staaten wurde Beyoncé mit sechs Platin-Schallplatten ausgezeichnet. 2018 erhielt Beyoncé von der British Phonographic Industry zwei Platin-Schallplatten für über 600.000 verkaufte Alben in Großbritannien. Weltweit verkaufte sich das Album laut Schallplattenauszeichnungen über 7,7 Millionen Mal.
| Land/Region                  | Auszeichnungen für Musikverkäufe (Land/Region, Auszeichnung, Verkäufe) | Verkäufe  |
| ---------------------------- | ---------------------------------------------------------------------- | --------- |
| Australien (ARIA)            | 2× Platin                                                              | 140.000   |
| Brasilien (PMB)              | Diamant                                                                | 160.000   |
| Dänemark (IFPI)              | Platin                                                                 | 20.000    |
| Deutschland (BVMI)           | Gold                                                                   | 100.000   |
| Frankreich (SNEP)            | Gold                                                                   | 50.000    |
| Irland (IRMA)                | Gold                                                                   | 7.500     |
| Italien (FIMI)               | Gold                                                                   | 25.000    |
| Kanada (MC)                  | 3× Platin                                                              | 240.000   |
| Mexiko (AMPROFON)            | Gold                                                                   | 30.000    |
| Neuseeland (RMNZ)            | 4× Platin                                                              | 60.000    |
| Polen (ZPAV)                 | 3× Platin                                                              | 60.000    |
| Schweden (IFPI)              | 2× Platin                                                              | 60.000    |
| Schweiz (IFPI)               | Gold                                                                   | 10.000    |
| Spanien (Promusicae)         | Gold                                                                   | 20.000    |
| Vereinigte Staaten (RIAA)    | 6× Platin                                                              | 6.000.000 |
| Vereinigtes Königreich (BPI) | 2× Platin                                                              | 736.000   |
| Insgesamt                    | 7× Gold · 23× Platin · 1× Diamant ·                                    | 7.798.500 |

Hauptartikel: Beyoncé/Auszeichnungen für Musikverkäufe